# Sankt-Nikolaus-Kirche (Beuster)

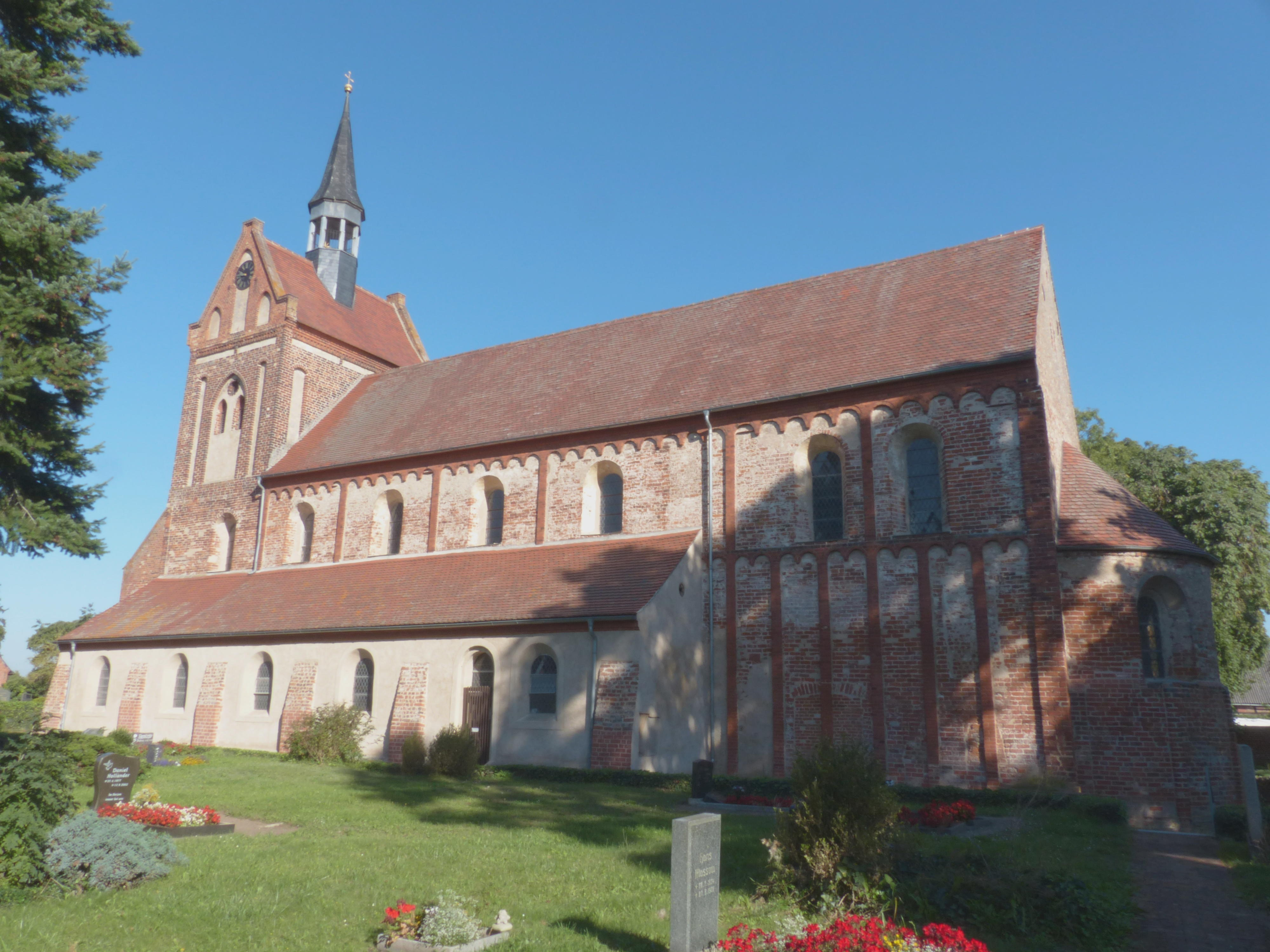
Sankt-Nikolaus-Kirche

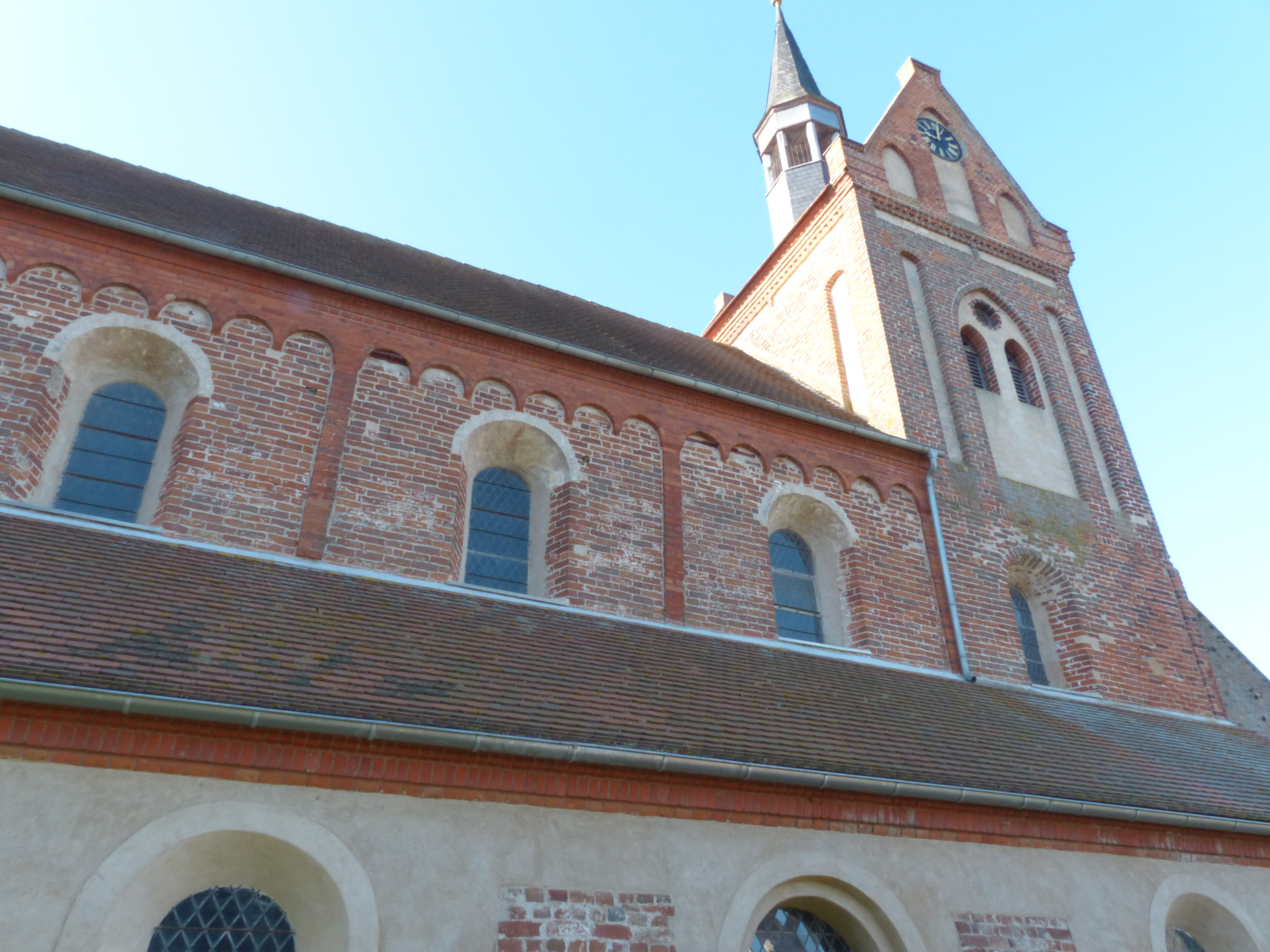
Kirche von Norden

Die Sankt-Nikolaus-Kirche ist eine evangelische Kirche im Dorf Beuster in Sachsen-Anhalt. Sie gehört zum Kirchenkreis Stendal der Evangelischen Kirche in Mitteldeutschland.
Die Kirche liegt im Ortszentrum des Dorfes Beuster und ist eine Station der Tourismusroute Straße der Romanik. Südlich der Kirche befindet sich das Pfarrhaus Groß Beuster.
Im örtlichen Denkmalverzeichnis ist die Kirche unter der Erfassungsnummer 094 36486 als Baudenkmal eingetragen.

## Baugeschichte und Außenbau
Die dreischiffige Backsteinkirche entstand in der Romanik ab der zweiten Hälfte des 12. Jahrhunderts als Teil eines Kollegiatstifts und gilt als einer der ältesten Backsteinbauten der Altmark. Das Chorjoch ist quadratisch angelegt, am Ostende befindet sich eine leicht eingezogene, halbkreisförmig angelegte Apsis. Am Obergaden und Chor befinden sich Lisenen sowie Rundbogenfriese über Konsolen.

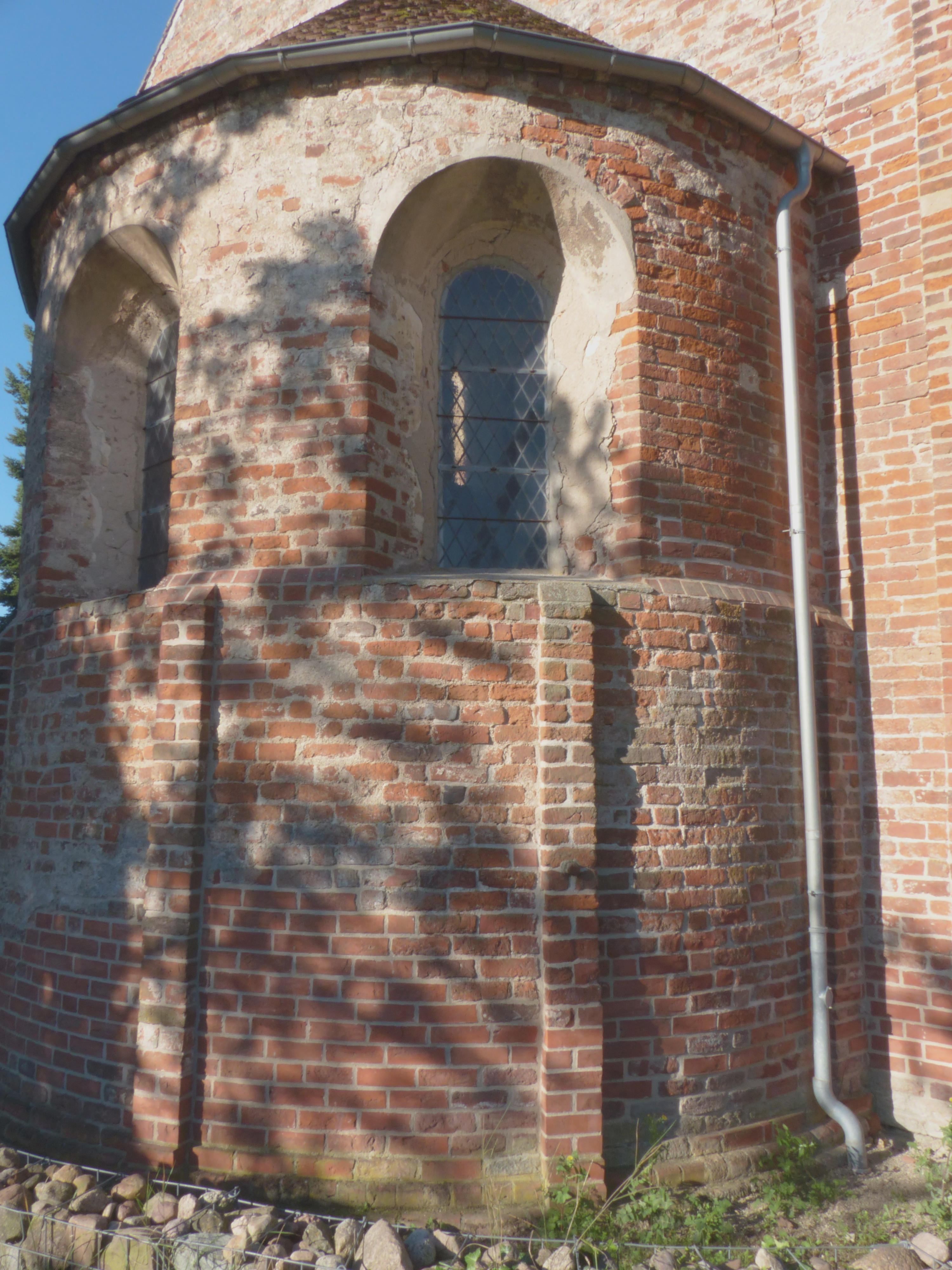
Apsis

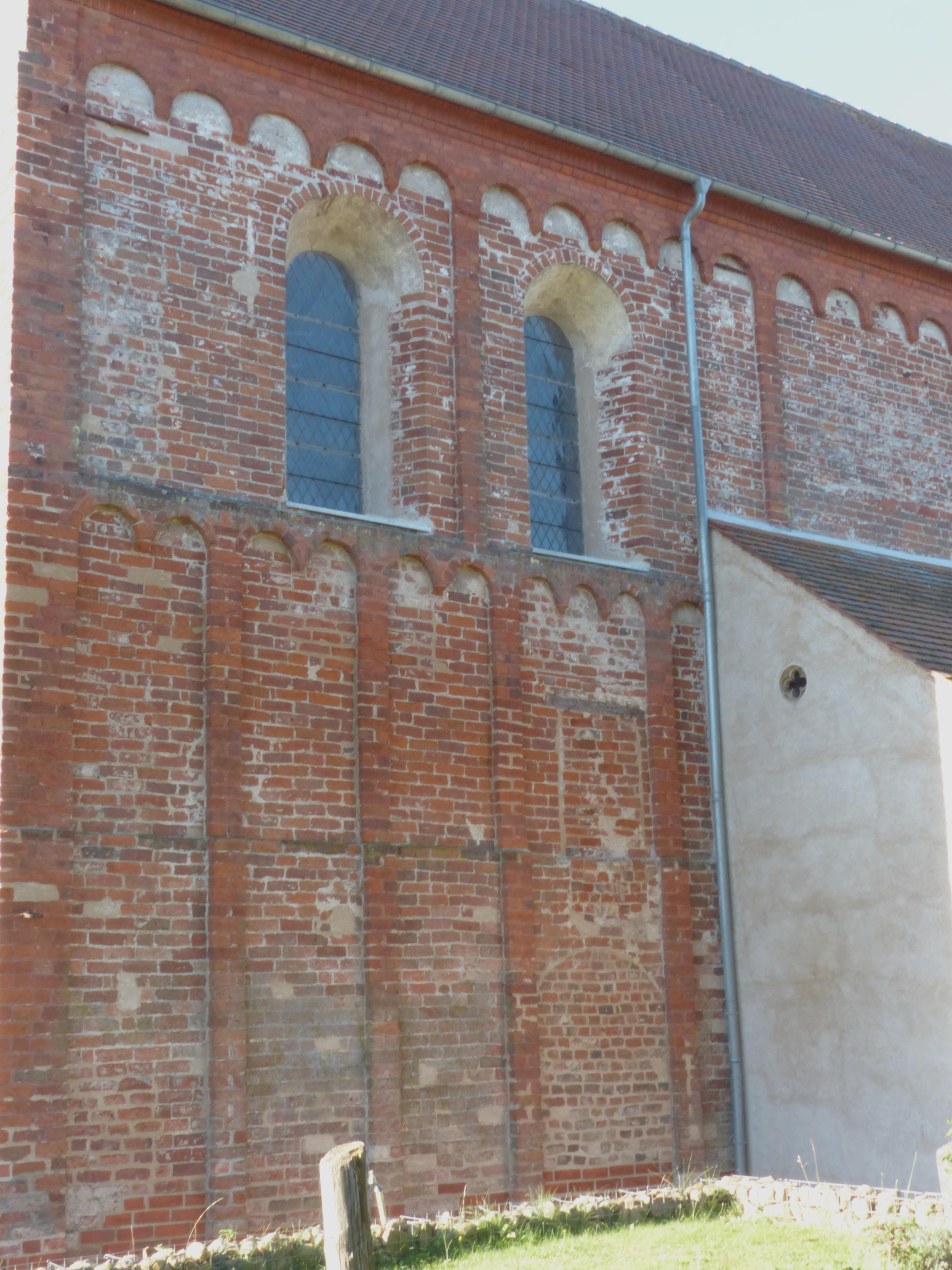
Nordseite des Chors

Zunächst entstanden der Chor der Kirche, die zurückspringende Apsis und ein erstes kurzes Stück des Langhauses. Eine Baufuge deutet auf eine Unterbrechung der Bautätigkeit hin. An der nördlichen und südlichen Chorwand befinden sich die Fläche gliedernde Lisenen. Im unteren Bereich sind schmale, oben breitere Lisenen angeordnet. Vermutlich war ursprünglich die Fortsetzung dieser Gliederung nach Westen vorgesehen. Nach der Unterbrechung der Bautätigkeit wurde dieses Gestaltungselement nicht fortgesetzt. Bei der Restaurierung im späten 19. Jahrhundert wurden allerdings die „fehlenden“ Lisenen ergänzt. Aufgrund der Oberflächen des Backsteinmauerwerks wird angenommen, dass ursprünglich eine Verputzung geplant war, die möglicherweise in Form von Werkstein imitierendem Quaderputz erfolgen sollte. An der Nordseite des Chors befindet sich ein kleines Portal. Der Dachstuhl der Kirche konnte dendrochronologisch auf das Jahr 1172 für den Chor und 1185 für das Langhaus datiert werden.
Der heutige Kirchturm wurde erst im 14. Jahrhundert über dem westlichsten Joch des Mittelschiffs errichtet. Dabei entstanden das Westportal sowie die westlichen Strebepfeiler. Der massive Turm ist mit Blenden verziert, allerdings noch in frühgotischen Formen.
Mit der Zeit wurde das Bodenniveau des Kirchhofs und auch der Fußboden der Kirche um mehr als einen Meter erhöht.
Nach einem Brandschaden wurden die Seitenschiffe um 1720 im Barockstil ersetzt, unter Wiederverwendung von Backsteinen aus gotischer Zeit.
1885 wurde die Kirche restauriert, dabei der Fußboden wieder auf das ursprüngliche Niveau abgesenkt und den Seitenschiffen wurde eine romanische Gestalt gegeben.

## Kirchenraum

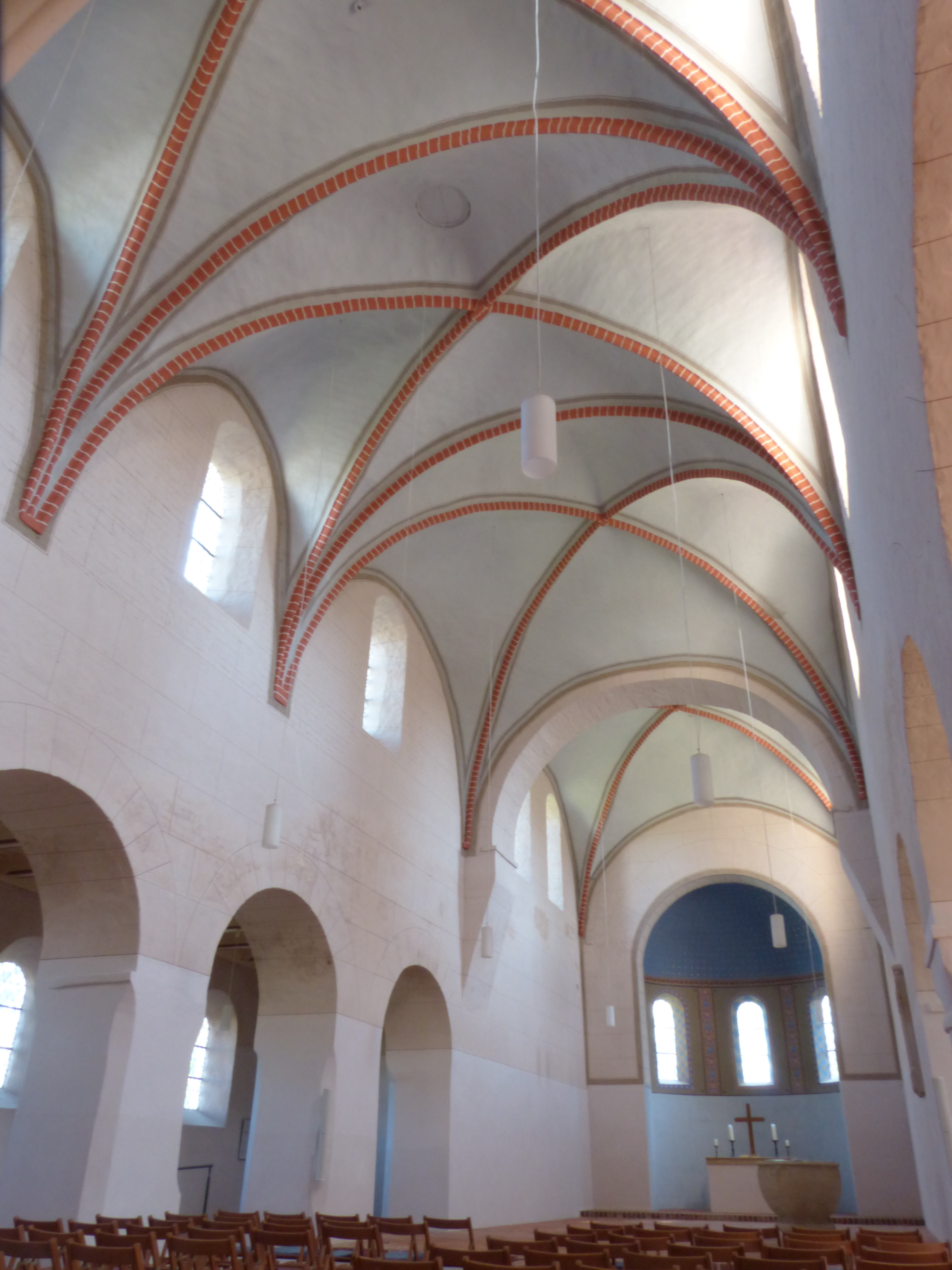
Mittelschiff, Apsis, Nordseitenschiff

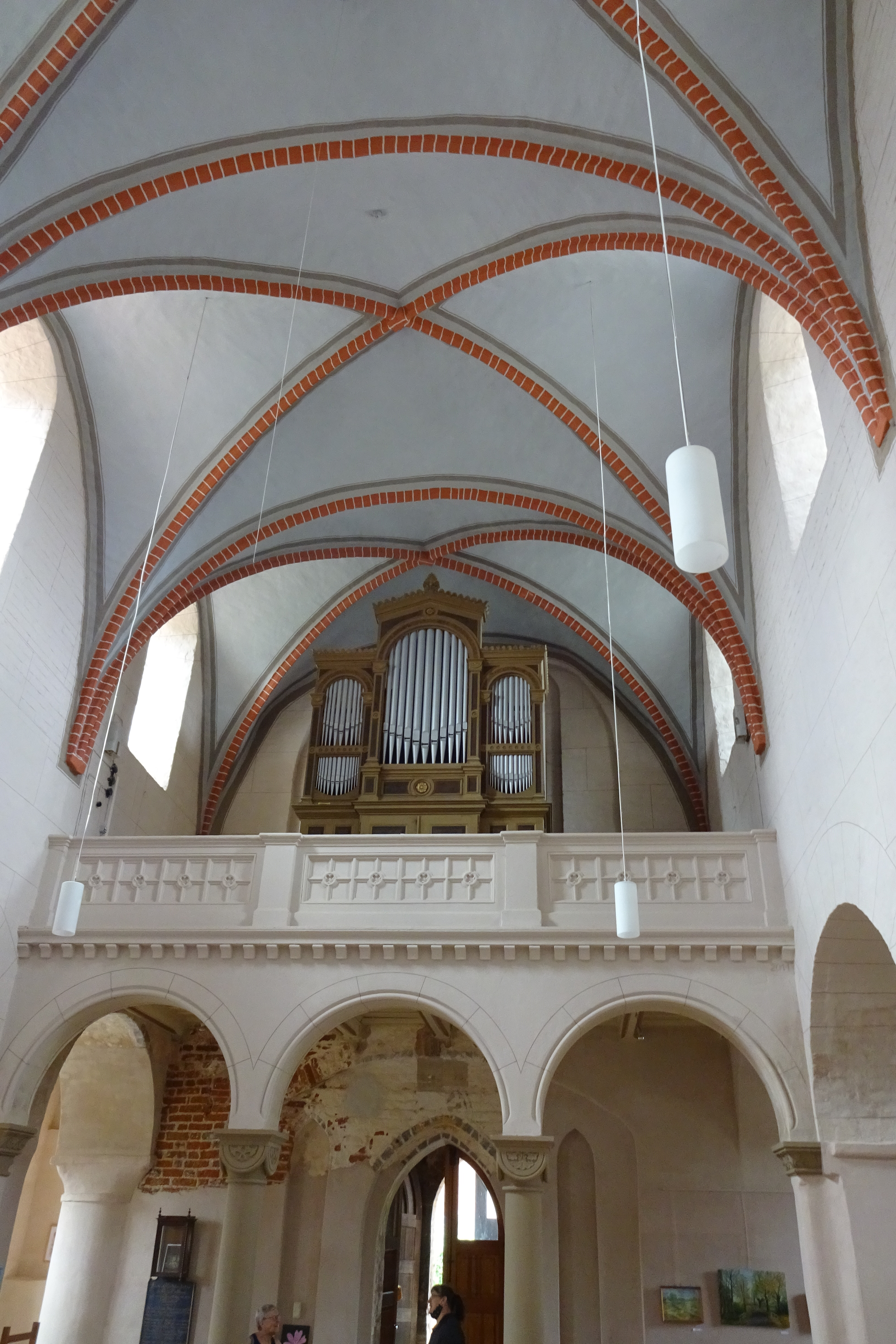
Neuromanische Orgelempore

Das Innere der Kirche war ursprünglich von einer flachen Decke überspannt. Das Mittelschiff mit seinen ungegliederten Hochschiffswänden und die Apsis mit ihrer ebenfalls ungegliederten rundbogigen Halbkuppel zeigten trotz ihrer spätromanischen Bauzeit noch eher frühromanische Formen. Im 14. Jahrhundert wurden im Kirchenschiff und im Chor Kreuzrippengewölbe eingefügt. Rippen und Gurtbögen bestehen aus Formsteinen mit Birnstabprofil und verlaufen rundbogig. Die Schildbögen sind spitzbogig…

### Ausstattung
Die Ausstattung der Kirche ist heute äußerst sparsam.
Die spätromanische Taufe aus dem Anfang des 13. Jahrhunderts ist Sandstein gefertigt und mit einem Rundbogenfries verziert. Das nächstälteste Stück ist ein reich mit Figuren geschmückter barocker Altaraufsatz aus dem Jahr 1720.
Im südlichen Seitenschiff befinden sich zwei Inschriftengrabsteine für Pfarrer der Gemeinde. Der ältere wurde für den 1807 verstorbenen Christian Friedrich Schröder, der zweite für den 1840 verstorbenen Friedrich Wilhelm Albrecht gesetzt.
Die Orgel ist ein Werk von Richard Voigt aus dem Jahr 1885 mit 13 Registern auf zwei Manualen und Pedal, das im Jahr 2011 durch die Firma Mecklenburger Orgelbau restauriert wurde.

## Glocken
Die Nikolaus-Kirche besitzt vier Glocken. Die älteste Glocke stammt aus dem Jahr 1718 und wurde von dem Salzwedeler Glockengießer Heinrich Kramer gegossen. Eine Glocke der Glockengießerei Otto aus Hemelingen/Bremen, die 1889 gegossen wurde. Eine dritte Glocke und die neue Uhrschlagglocke stammen von der niederländischen Glockengießerei Reiderland aus Finsterwalde. Die Uhrschlagglocke wurde direkt an der Kirche gegossen.